# Estadio Lawson Tama
El Estadio Lawson Tama (en inglés Lawson Tama Stadium) es un estadio que se encuentra en Honiara, capital de las Islas Salomón. Comúnmente alberga partidos de fútbol, siendo seis de los ocho equipos de la S-League los que lo utilizan como cancha para jugar sus partidos de local, estos son Koloale FC, Kossa FC, Makuru FC, Marist FC, Solomon Warriors y Western United. También el Rangers Honiara de la Liga de Honiara utiliza el estadio. Además, luego de que la OFC y la FIFA decidieran que Fiyi no poseía los requisitos necesarios para albergar la Copa de las Naciones de la OFC 2012, las Islas Salomón surgieron como sede alternativa. Por ende fue en el Lawson Tama donde se disputó esa edición de la máxima competencia a nivel selecciones de Oceanía.
Como el estadio no posee tribunas, sino que los espectadores utilizan los relieves del terreno para poder observar el partido, no se le puede dar una capacidad fija. El número que se le aporta al estadio varía entre 10 000 y 25 000 espectadores.